# مجزرة عائلة قدورة (22 نوفمبر 2023)
مجزرة عائلة قدورة (22 نوفمبر 2023) هي مجزرةٌ ارتكبها سلاح الجوّ الإسرائيلي حينما أغارَ على منزل يتبع لعائلة قدورة. وخلال يوم الأربعاء الموافق 22 نوفمبر 2023 قام سلاح الجو بشن سلسلة غارات على مخيم جباليا، واستهدفت هذه الغارات منزل سكني يعيش به كافة أفراد عائلة قدورة. هذه المجزرة من ضمن عدة مجازر وقعت خلال عملية طوفان الأقصى. تسبّبت هذه المجزرة الإسرائيليّة والتي استهدفت عائلة قدورة إلى استشهاد أكثر من 55 شهيداً وجميعهم من عائلة واحدة.

## خلفية الحدث
في ساعاتِ الصباح الأولى من يوم السابع من أكتوبر 2023 أطلقت حركة المقاومة الإسلامية حماس عبر ذراعها العسكري كتائب الشهيد عز الدين القسام عملية طوفان الأقصى وذلك ردًا على الاعتداءات الإسرائيلية وتدنيس الأقصى والاستمرار في الاستيطان، كما أكّد على ذلك محمد الضيف القائد العام للقسّام والذي أعطى إشارة انطلاق العمليّة التي شهدت اقتحامًا من المقاومين لمستوطنات غلاف غزة ونجحوا في قتلِ عدد كبيرٍ من الجنود الإسرائيلين، وأسر عشرات آخرين كما استطاعوا خلال ساعات قطع عشرات الكيلومترات ووصلوا لمستوطنات أبعد من تلك المحيطة والقريبة من قطاع غزة.
استمرَّت الاشتباكات بين الجيش الإسرائيلي وبين المقاومين في عديد من المستوطنات وعلى رأسها مستوطنة سديروت. الرد الإسرائيلي على هذه العمليّة جاء من خلال شنّ سلاح الجو الإسرائيلي عشرات الغارات العشوائيّة على القطاع متسبّبة في مقتل عشرات المدنيين وتدمير البنية التحتية لمدن القطاع، ليصل حد فرض إغلاق شامل وقطع متعمد لكل الخدمات من ماء وكهرباء وغاز، وهو ما هدَّد حياة أكثر من مليونَي فلسطيني يعيشُ داخل القطاع الذي يُعاني أصلًا من تبعات الحصار الخانق عليهم منذ ستة عشر عاماً.
وفي مساء يوم 27 أكتوبر/تشرين الأول، أعلن جيش الاحتلال الإسرائيلي بدء الهجوم بري على قطاع غزة من خلال بدء التوغل في بلدة بيت حانون ومخيم البريج. حدث الهجوم وسط سلسلة من الغارات الجوية الإسرائيلية واسعة النطاق التي أدت إلى قطع الاتصالات المتنقلة والوصول إلى الإنترنت في غزة.

## الضحايا
1. عوض محمد قدورة
2. هدى قدورة
3. بشير ابراهيم قدورة
4. عائشه قدورة
5. احمد ابراهيم قدورة
6. بسام ابراهيم قدورة
7. حليمة قدورة
8. بسام يوسف قدورة
9. آيس يوسف قدورة
10. ابراهيم عوض محمد قدورة
11. عوض ابراهيم قدورة
12. نضال عوض محمد قدورة
13. ناهد قدورة
14. احمد نضال قدورة
15. محمد نضال قدورة
16. عبدالرحمن نضال قدورة
17. هديل نضال قدورة
18. هدى نضال قدورة
19. مهند الجمل
20. أم مهند الجمل
21. وسام عوض محمد قدورة
22. خديجه قدورة
23. ايهاب وسام قدورة
24. اسماعيل وسام قدورة
25. دانا وسام قدورة
26. رائد عوض محمد قدورة
27. احمد رائد قدورة
28. هدى رائد قدورة
29. سما و لما رائد قدورة
30. محمد عوض محمد قدورة
31. شروق احمد قدورة
32. عوض محمد قدورة
33. هدى محمد قدورة
34. بسمة عوض محمد قدورة
35. اشرف بشير قدوره
36. بشير اشرف قدورة
37. ندى اشرف قدورة
38. فدوى عوض محمد قدورة
39. شادي بشير قدورة
40. مصطفى شادي قدورة
41. انس شادي قدورة
42. محمد شادي قدورة
43. ابراهيم شادي قدورة
44. راجحه عوض محمد قدورة
45. احمد رامي قدورة
46. اروى رامي قدورة
47. سالي وامي قدورة
48. هنادي عوض محمد قدورة
49. عبدالله رامي قدورة
50. المعتصم بالله عبدالله قدورة
51. زين عبدالله قدورة
52. زينة عبدالله قدورة
53. تسنيم عبدالمنعم قدورة
54. يامن ابراهيم قدورة
55. تالا  ابراهيم قدورة